# نص برمجي صغري
النص البرمجي الصغري (بالإنجليزية: microcode) هي تقنية في عتاد الحاسوب التي تفرض مترجمًا بين أجهزة وحدة المعالجة المركزية ومجموعة تعليمات المبرمج المرئية للحاسوب. على هذا النحو، فإن الكود المصغر هي طبقة من التعليمات على مستوى العتاد التي تقوم بتطبيق تعليمات لغة الآلة ذات المستوى الأعلى أو تسلسل أجهزة الحالة الداخلية في العديد من عناصر المعالجة الرقمية. يتم استخدام الكود المصغر في وحدات المعالجة المركزية ذات الأغراض العامة، على الرغم من أنه في وحدات المعالجة المركزية (CPU) الحالية على سطح المكتب، لا يعدو ذلك سوى المسار الاحتياطي للحالات التي لا تستطيع وحدة التحكم (Control unit) الأسرع التعامل معها.

## مزيد من الإطلاع
- Smith, Richard E. (1988). "A Historical Overview of Computer Architecture". Annals of the History of Computing. ج. 10 ع. 4: 277–303. DOI:10.1109/MAHC.1988.10039. مؤرشف من الأصل في 2019-12-12. اطلع عليه بتاريخ 2006-06-21.
- Smotherman, Mark (2005). "A Brief History of Microprogramming". مؤرشف من الأصل في 2012-09-02. اطلع عليه بتاريخ 2006-07-30. {{استشهاد بدورية محكمة}}: الاستشهاد بدورية محكمة يطلب |دورية محكمة= (مساعدة)
- موريس ويلكس (1986). "The Genesis of Microprogramming". Annals of the History of Computing. ج. 8 ع. 2: 116–126. DOI:10.1109/MAHC.1986.10035. مؤرشف من الأصل في 2019-12-12. اطلع عليه بتاريخ 2006-08-07.
- موريس ويلكس, and Stringer, J. B.  [لغات أخرى]‏ (أبريل 1953). "Microprogramming and the Design of the Control Circuits in an Electronic Digital Computer". Proceedings of the Cambridge Philosophical Society. ج. 49 ع. pt. 2: 230–238. DOI:10.1017/S0305004100028322. مؤرشف من الأصل في 2008-11-13. اطلع عليه بتاريخ 2006-08-23.{{استشهاد بدورية محكمة}}:  صيانة الاستشهاد: أسماء عددية: قائمة المؤلفين (link) صيانة الاستشهاد: أسماء متعددة: قائمة المؤلفين (link) صيانة الاستشهاد: علامات ترقيم زائدة (link)
- Husson, S.S. (1970). Microprogramming Principles and Practices. Prentice-Hall. ISBN:0-13-581454-5. مؤرشف من الأصل في 2021-03-08.
- Tucker، S.G. (1967). "Microprogram control for SYSTEM/360". IBM Systems Journal. ج. 6 ع. 4: 222–241. مؤرشف من الأصل في 2016-03-03.

## روابط خارجية
- Writable Instruction Set Computer
- Capacitor Read-only Store
- Transformer Read-only Store
- A Brief History of Microprogramming
- Intel processor microcode security update (fixes the issues when running 32-bit virtual machines in PAE mode)
- Notes on Intel Microcode Updates, March 2013, by Ben Hawkes, archived from the original on September 7, 2015
- Hole seen in Intel's bug-busting feature, EE Times, 2002, by Alexander Wolfe, archived from the original on March 9, 2003
- Opteron Exposed: Reverse Engineering AMD K8 Microcode Updates, July 26, 2004